# Hrabstwo Ormsby
Hrabstwo Ormsby – dawne hrabstwo w Stanach Zjednoczonych, istniejące w latach 1861–1969, wchodzące w skład Terytorium Nevady, a następnie stanu Nevada. Stolicą było Carson City, założone dwa lata wcześniej. Nazwane na cześć Williama M. Ormsby'ego – jednego z pierwszych osadników w tym mieście, zabitego w 1860 roku.
Hrabstwo zostało zlikwidowane, a na jego miejsce wprowadzono Carson City jako miasto o prawach hrabstwa.